# قرن الشيطان (بكيل المير)

تعديل مصدري - تعديل

قرن الشيطان هي إحدى قرى عزلة عزمان بمديرية بكيل المير التابعة لمحافظة حجة، بلغ تعداد سكانها 245 نسمة حسب تعداد اليمن لعام 2004.